# Żelisławice (województwo świętokrzyskie)
Żelisławice – wieś w Polsce położona w województwie świętokrzyskim, w powiecie włoszczowskim, w gminie Secemin. 
W latach 1975–1998 miejscowość należała administracyjnie do województwa częstochowskiego.
Znajduje się tutaj remiza OSP (od 1938) oraz stacja kolejowa.

## Części wsi
| SIMC    | Nazwa     | Rodzaj     |
| ------- | --------- | ---------- |
| 0145649 | Bugaj     | część wsi  |
| 0145655 | Nadolnik  | przysiółek |
| 0145661 | Osiny     | przysiółek |
| 0145678 | Papiernia | przysiółek |
| 0145684 | Wincentów | przysiółek |

## Historia
Nazwa Żelisławice pochodzi od imienia Żelisław. W średniowieczu tereny wsi były rozparcelowane między kilku właścicieli. W latach 1376–1382 Żelisławicami władali Pietrasz, jego bratanek Paszko oraz Tomasz i Piotr, wszyscy używający mało rozpowszechnionego herbu Tarczała. W połowie następnego stulecia wieś była w posiadaniu Jana i Tomasza herbu Prawdzic. Na początku XVI wieku rozdrobnienie własności było tutaj tak duże, iż spadający do szeregów zagrodowej szlachty współwłaściciele wsi zamieszkiwali aż w ośmiu dworach.